# Décembre 2011

## Faits marquants
- 5 décembre : la NASA annonce la découverte d'une planète semblable à la Terre, baptisée Kepler-22b.
- 8 décembre : la tempête Friedhelm touche les îles Britanniques, causant de nombreux dégâts matériels.
- 12 décembre : début d'une crise constitutionnelle en Papouasie-Nouvelle-Guinée.
- 13 décembre : une fusillade tue 5 personnes, dont l'auteur, et en blesse plus de 120 à l'aide de grenades et d'un fusil d’assaut FN FAL, place Saint-Lambert à Liège, Belgique.
- 15 décembre : la France est touchée par la tempête Joachim.
- 17 décembre  : en Corée du Nord, Kim Jong Il meurt des suites d’une crise cardiaque.
- 18 décembre : la guerre d'Irak s'achève officiellement avec le retrait du dernier soldat américain du pays.
- 25 décembre : des attentats dans les églises du Nigeria attribués à Boko Haram font plusieurs morts.
- 27 décembre : le vice-président iranien Mohammad Reza Rahimi menace de fermer le détroit d'Ormuz, envoi d'une flottille multinationale (France, Royaume-Uni, États-Unis) au golfe Persique.

## Jour Fantôme
- Le 30 décembre, les pendules samoanes durent avancer de 24 heures afin de changer de fuseau horaire. En effet, les Samoa désiraient ainsi se calquer sur les horaires de l'Australie et de la Nouvelle-Zélande qui sont leurs deux principaux partenaires commerciaux, plutôt que sur ceux des États-Unis. Ce changement de fuseau eut également pour conséquence de déplacer la ligne de changement de date à l'est de l'archipel. Ainsi, les Samoans se couchèrent le 29 décembre au soir pour se réveiller le lendemain, 31 décembre : pour eux, la date du 30 décembre 2011 n'existe donc pas[1]. En réponse à la décision des Samoa, Tokelau décide en octobre 2011 de réaliser un saut similaire afin de se rapprocher de l'heure de la Nouvelle-Zélande. Le territoire omet également le 30 décembre 2011 en passant d'UTC-11 à UTC+13 [2]